# A Seinfeld epizódjainak listája
Ez a cikk a Seinfeld című sorozat epizódjait listázza.

## Évados áttekintés
| Évad | Évad | Epizódok | Eredeti sugárzás     | Eredeti sugárzás | Eredeti adó |
| Évad | Évad | Epizódok | Évadpremier          | Évadfinálé       | Eredeti adó |
| ---- | ---- | -------- | -------------------- | ---------------- | ----------- |
|      | 1    | 5        | 1989. július 5.      | 1990. június 21. | NBC         |
|      | 2    | 12       | 1991. január 23.     | 1991. június 26. | NBC         |
|      | 3    | 23       | 1991. szeptember 18. | 1992. május 6.   | NBC         |
|      | 4    | 24       | 1992. augusztus 12.  | 1993. május 20.  | NBC         |
|      | 5    | 22       | 1993. szeptember 16. | 1994. május 19.  | NBC         |
|      | 6    | 24       | 1994. szeptember 22. | 1995. május 11.  | NBC         |
|      | 7    | 24       | 1995. szeptember 21. | 1996. május 16.  | NBC         |
|      | 8    | 22       | 1996. szeptember 19. | 1997. május 15.  | NBC         |
|      | 9    | 24       | 1997. szeptember 25. | 1998. május 14.  | NBC         |

## 1. évad (1989-1990)
| Sor. | Év. | Cím                     | Rendező      | Író                           | Premier          | Nézettség    |
| ---- | --- | ----------------------- | ------------ | ----------------------------- | ---------------- | ------------ |
| 1.   | 1.  | The Seinfeld Chronicles | Art Wolff    | Larry David és Jerry Seinfeld | 1989. július 5.  | 15,40 millió |
| 2.   | 2.  | The Stake Out           | Tom Cherones | Larry David és Jerry Seinfeld | 1990. május 31.  | 22,50 millió |
| 3.   | 3.  | The Robbery             | Tom Cherones | Matt Goldman                  | 1990. június 7.  | 19,70 millió |
| 4.   | 4.  | Male Unbonding          | Tom Cherones | Larry David és Jerry Seinfeld | 1990. június 14. | 19,10 millió |
| 5.   | 5.  | The Stock Tip           | Tom Cherones | Larry David és Jerry Seinfeld | 1990. június 21. | 19,40 millió |

## 2. évad (1991)
| Sor. | Év. | Cím                    | Rendező      | Író                           | Premier           | Nézettség    |
| ---- | --- | ---------------------- | ------------ | ----------------------------- | ----------------- | ------------ |
| 6.   | 1.  | The Ex-Girlfriend      | Tom Cherones | Larry David és Jerry Seinfeld | 1991. január 23.  | 15,60 millió |
| 7.   | 2.  | The Pony Remark        | Tom Cherones | Larry David és Jerry Seinfeld | 1991. január 30.  | 15,20 millió |
| 8.   | 3.  | The Jacket             | Tom Cherones | Larry David és Jerry Seinfeld | 1991. február 6.  | 14,80 millió |
| 9.   | 4.  | The Phone Message      | Tom Cherones | Larry David és Jerry Seinfeld | 1991. február 13. | 13,60 millió |
| 10.  | 5.  | The Apartment          | Tom Cherones | Peter Mehlman                 | 1991. április 4.  | 24,70 millió |
| 11.  | 6.  | The Statue             | Tom Cherones | Larry Charles                 | 1991. április 11. | 23,30 millió |
| 12.  | 7.  | The Revenge            | Tom Cherones | Larry David                   | 1991. április 18. | 19,60 millió |
| 13.  | 8.  | The Heart Attack       | Tom Cherones | Larry Charles                 | 1991. április 25. | 20,60 millió |
| 14.  | 9.  | The Deal               | Tom Cherones | Larry David                   | 1991. május 2.    | 22,90 millió |
| 15.  | 10. | The Baby Shower        | Tom Cherones | Larry David                   | 1991. május 16.   | 17,20 millió |
| 16.  | 11. | The Chinese Restaurant | Tom Cherones | Larry David és Jerry Seinfeld | 1991. május 23.   | 16,80 millió |
| 17.  | 12. | The Busboy             | Tom Cherones | Larry David és Jerry Seinfeld | 1991. június 26.  | 12,50 millió |

## 3. évad (1991-1992)
| Sor. | Év. | Cím                | Rendező         | Író                                           | Premier              | Nézettség    |
| ---- | --- | ------------------ | --------------- | --------------------------------------------- | -------------------- | ------------ |
| 18.  | 1.  | The Note           | Tom Cherones    | Larry David                                   | 1991. szeptember 18. | 21,70 millió |
| 19.  | 2.  | The Truth          | David Steinberg | Elaine Pope                                   | 1991. szeptember 25. | 16,70 millió |
| 20.  | 3.  | The Pen            | Tom Cherones    | Larry David                                   | 1991. október 2.     | 15,10 millió |
| 21.  | 4.  | The Dog            | Tom Cherones    | Larry David                                   | 1991. október 9.     | 17,20 millió |
| 22.  | 5.  | The Library        | Joshua White    | Larry Charles                                 | 1991. október 16.    | 16,40 millió |
| 23.  | 6.  | The Parking Garage | Tom Cherones    | Larry David                                   | 1991. október 30.    | 17,00 millió |
| 24.  | 7.  | The Café           | Tom Cherones    | Tom Leopold                                   | 1991. november 6.    | 16,40 millió |
| 25.  | 8.  | The Tape           | David Steinberg | Larry David és Bob Shaw & Don McEnery         | 1991. november 13.   | 15,80 millió |
| 26.  | 9.  | The Nose Job       | Tom Cherones    | Peter Mehlman                                 | 1991. november 20.   | 16,30 millió |
| 27.  | 10. | The Stranded       | Tom Cherones    | Larry David & Jerry Seinfeld és Matt Goldman  | 1991. november 27.   | 18,60 millió |
| 28.  | 11. | The Alternate Side | Tom Cherones    | Larry David és Bill Masters                   | 1991. december 4.    | 18,00 millió |
| 29.  | 12. | The Red Dot        | Tom Cherones    | Larry David                                   | 1991. december 11.   | 17,90 millió |
| 30.  | 13. | The Subway         | Tom Cherones    | Larry Charles                                 | 1992. január 8.      | 18,70 millió |
| 31.  | 14. | The Pez Dispenser  | Tom Cherones    | Larry David                                   | 1992. január 15.     | 19,20 millió |
| 32.  | 15. | The Suicide        | Tom Cherones    | Tom Leopold                                   | 1992. január 29.     | 16,90 millió |
| 33.  | 16. | The Fix-Up         | Tom Cherones    | Elaine Pope és Larry Charles                  | 1992. február 5.     | 18,50 millió |
| 34.  | 17. | The Boyfriend      | Tom Cherones    | Larry David és Larry Levin                    | 1992. február 12.    | 17,00 millió |
| 35.  | 18. | The New Friend     | Tom Cherones    | Larry David és Larry Levin                    | 1992. február 12.    | 17,00 millió |
| 36.  | 19. | The Limo           | Tom Cherones    | Történet: Marc Jaffe Tévéjáték: Larry Charles | 1992. február 26.    | 19,50 millió |
| 37.  | 20. | The Good Samaritan | Jason Alexander | Peter Mehlman                                 | 1992. március 4.     | 16,10 millió |
| 38.  | 21. | The Letter         | Tom Cherones    | Larry David                                   | 1992. március 25.    | 22,30 millió |
| 39.  | 22. | The Parking Space  | Tom Cherones    | Larry David és Greg Daniels                   | 1992. április 22.    | 17,80 millió |
| 40.  | 23. | The Keys           | Tom Cherones    | Larry Charles                                 | 1992. május 6.       | 16,40 millió |

## 4. évad (1992-1993)
| Sor. | Év. | Cím                 | Rendező      | Író                                                                               | Premier              | Nézettség    |
| ---- | --- | ------------------- | ------------ | --------------------------------------------------------------------------------- | -------------------- | ------------ |
| 41.  | 1.  | The Trip Part 1     | Tom Cherones | Larry Charles                                                                     | 1992. augusztus 12.  | 16,30 millió |
| 42.  | 2.  | The Trip Part 2     | Tom Cherones | Larry Charles                                                                     | 1992. augusztus 19.  | 15,10 millió |
| 43.  | 3.  | The Pitch           | Tom Cherones | Larry David                                                                       | 1992. szeptember 16. | 17,60 millió |
| 44.  | 4.  | The Ticket          | Tom Cherones | Larry David                                                                       | 1992. szeptember 16. | 17,60 millió |
| 45.  | 5.  | The Wallet          | Tom Cherones | Larry David                                                                       | 1992. szeptember 23. | 19,60 millió |
| 46.  | 6.  | The Watch           | Tom Cherones | Larry David                                                                       | 1992. szeptember 30. | 15,20 millió |
| 47.  | 7.  | The Bubble Boy      | Tom Cherones | Larry David és Larry Charles                                                      | 1992. október 7.     | 17,10 millió |
| 48.  | 8.  | The Cheever Letters | Tom Cherones | Történet: Larry David és Elaine Pope & Tom Leopold Tévéjáték: Larry David         | 1992. október 28.    | 15,10 millió |
| 49.  | 9.  | The Opera           | Tom Cherones | Larry Charles                                                                     | 1992. november 4.    | 16,70 millió |
| 50.  | 10. | The Virgin          | Tom Cherones | Történet: Peter Mehlman és Peter Farrelly & Bob Farrelly Tévéjáték: Peter Mehlman | 1992. november 11.   | 16,20 millió |
| 51.  | 11. | The Contest         | Tom Cherones | Larry David                                                                       | 1992. november 18.   | 18,50 millió |
| 52.  | 12. | The Airport         | Tom Cherones | Larry Charles                                                                     | 1992. november 25.   | 14,50 millió |
| 53.  | 13. | The Pick            | Tom Cherones | Történet: Larry David és Marc Jaffe Tévéjáték: Larry David                        | 1992. december 16.   | 16,20 millió |
| 54.  | 14. | The Movie           | Tom Cherones | Steve Skrovan & Bill Masters és Jon Hayman                                        | 1993. január 6.      | 17,60 millió |
| 55.  | 15. | The Visa            | Tom Cherones | Peter Mehlman                                                                     | 1993. január 27.     | n.a          |
| 56.  | 16. | The Shoes           | Tom Cherones | Larry David és Jerry Seinfeld                                                     | 1993. február 4.     | 26,90 millió |
| 57.  | 17. | The Outing          | Tom Cherones | Larry Charles                                                                     | 1993. február 11.    | 28,00 millió |
| 58.  | 18. | The Old Man         | Tom Cherones | Történet: Bruce Kirschbaum Tévéjáték: Larry David                                 | 1993. február 18.    | 22,70 millió |
| 59.  | 19. | The Implant         | Tom Cherones | Peter Mehlman                                                                     | 1993. február 25.    | 27,40 millió |
| 60.  | 20. | The Junior Mint     | Tom Cherones | Andy Robin                                                                        | 1993. március 18.    | 26,40 millió |
| 61.  | 21. | The Smelly Car      | Tom Cherones | Larry David és Peter Mehlman                                                      | 1993. április 15.    | 25,00 millió |
| 62.  | 22. | The Handicap Spot   | Tom Cherones | Larry David                                                                       | 1993. május 13.      | 27,60 millió |
| 63.  | 23. | The Pilot Part 1    | Tom Cherones | Larry David                                                                       | 1993. május 20.      | 32,80 millió |
| 64.  | 24. | The Pilot Part 2    | Tom Cherones | Larry David                                                                       | 1993. május 20.      | 32,80 millió |

## 5. évad (1993-1994)
| Sor. | Év. | Cím                     | Rendező      | Író                                                                   | Premier              | Nézettség    |
| ---- | --- | ----------------------- | ------------ | --------------------------------------------------------------------- | -------------------- | ------------ |
| 65.  | 1.  | The Mango               | Tom Cherones | Történet: Lawrence H. Levy Tévéjáték: Lawrence H. Levy és Larry David | 1993. szeptember 16. | 28,20 millió |
| 66.  | 2.  | The Puffy Shirt         | Tom Cherones | Larry David                                                           | 1993. szeptember 23. | 29,50 millió |
| 67.  | 3.  | The Glasses             | Tom Cherones | Tom Gammill és Max Pross                                              | 1993. szeptember 30. | 28,70 millió |
| 68.  | 4.  | The Sniffing Accountant | Tom Cherones | Larry David és Jerry Seinfeld                                         | 1993. október 7.     | 28,40 millió |
| 69.  | 5.  | The Bris                | Tom Cherones | Larry Charles                                                         | 1993. október 14.    | 28,70 millió |
| 70.  | 6.  | The Lip Reader          | Tom Cherones | Carol Leifer                                                          | 1993. október 28.    | 31,00 millió |
| 71.  | 7.  | The Non-Fat Yogurt      | Tom Cherones | Larry David                                                           | 1993. november 4.    | 31,10 millió |
| 72.  | 8.  | The Barber              | Tom Cherones | Andy Robin                                                            | 1993. november 11.   | 29,70 millió |
| 73.  | 9.  | The Masseuse            | Tom Cherones | Peter Mehlman                                                         | 1993. november 18.   | 27,70 millió |
| 74.  | 10. | The Cigar Store Indian  | Tom Cherones | Tom Gammill és Max Pross                                              | 1993. december 9.    | 29,60 millió |
| 75.  | 11. | The Conversion          | Tom Cherones | Bruce Kirschbaum                                                      | 1993. december 16.   | 28,30 millió |
| 76.  | 12. | The Stall               | Tom Cherones | Larry Charles                                                         | 1994. január 6.      | 35,00 millió |
| 77.  | 13. | The Dinner Party        | Tom Cherones | Larry David                                                           | 1994. február 3.     | 33,00 millió |
| 78.  | 14. | The Marine Biologist    | Tom Cherones | Ron Hauge és Charlie Rubin                                            | 1994. február 10.    | 35,00 millió |
| 79.  | 15. | The Pie                 | Tom Cherones | Tom Gammill és Max Pross                                              | 1994. február 17.    | 25,40 millió |
| 80.  | 16. | The Stand-In            | Tom Cherones | Larry David                                                           | 1994. február 24.    | 25,40 millió |
| 81.  | 17. | The Wife                | Tom Cherones | Peter Mehlman                                                         | 1994. március 17.    | 30,70 millió |
| 82.  | 18. | The Raincoats Part 1    | Tom Cherones | Tom Gammill & Max Pross és Larry David & Jerry Seinfeld               | 1994. április 28.    | 29,60 millió |
| 83.  | 19. | The Raincoats Part 2    | Tom Cherones | Tom Gammill & Max Pross és Larry David & Jerry Seinfeld               | 1994. április 28.    | 29,60 millió |
| 84.  | 20. | The Fire                | Tom Cherones | Larry Charles                                                         | 1994. május 5.       | 27,60 millió |
| 85.  | 21. | The Hamptons            | Tom Cherones | Peter Mehlman és Carol Leifer                                         | 1994. május 12.      | 24,50 millió |
| 86.  | 22. | The Opposite            | Tom Cherones | Andy Cowan és Larry David & Jerry Seinfeld                            | 1994. május 19.      | 30,10 millió |

## 6. évad (1994-1995)
| Sor. | Év. | Cím                          | Rendező            | Író | Premier              | Nézettség    |
| ---- | --- | ---------------------------- | ------------------ | --- | -------------------- | ------------ |
| 87.  | 1.  | The Chaperone                | Andy Ackerman      | Larry David és Bill Masters & Bob Shaw                                                                        | 1994. szeptember 22. | 32,80 millió |
| 88.  | 2.  | The Big Salad                | Andy Ackerman      | Larry David                                                                                                   | 1994. szeptember 29. | 32,40 millió |
| 89.  | 3.  | The Pledge Drive             | Andy Ackerman      | Tom Gammill és Max Pross                                                                                      | 1994. október 6.     | 29,80 millió |
| 90.  | 4.  | The Chinese Woman            | Andy Ackerman      | Peter Mehlman                                                                                                 | 1994. október 13.    | 29,20 millió |
| 91.  | 5.  | The Couch                    | Andy Ackerman      | Larry David                                                                                                   | 1994. október 27.    | 28,00 millió |
| 92.  | 6.  | The Gymnast                  | Andy Ackerman      | Alec Berg és Jeff Schaffer                                                                                    | 1994. november 3.    | 30,60 millió |
| 93.  | 7.  | The Soup                     | Andy Ackerman      | Fred Stoller                                                                                                  | 1994. november 10.   | 29,60 millió |
| 94.  | 8.  | The Mom & Pop Store          | Andy Ackerman      | Tom Gammill és Max Pross                                                                                      | 1994. november 17.   | 32,40 millió |
| 95.  | 9.  | The Secretary                | David Owen Trainor | Carol Leifer és Marjorie Gross                                                                                | 1994. december 8.    | 29,70 millió |
| 96.  | 10. | The Race                     | Andy Ackerman      | Történet: Tom Gammill & Max Pross és Larry David & Sam Kass Tévéjáték: Tom Gammill & Max Pross és Larry David | 1994. december 15.   | 26,80 millió |
| 97.  | 11. | The Switch                   | Andy Ackerman      | Bruce Kirschbaum és Sam Kass                                                                                  | 1995. január 5.      | 36,60 millió |
| 98.  | 12. | The Label Maker              | Andy Ackerman      | Alec Berg és Jeff Schaffer                                                                                    | 1995. január 19.     | 36,20 millió |
| 99.  | 13. | The Scofflaw                 | Andy Ackerman      | Peter Mehlman                                                                                                 | 1995. január 26.     | 33,40 millió |
| 100. | 14. | The Highlights of 100 Part 1 | Andy Ackerman      | Peter Mehlman                                                                                                 | 1995. február 2.     | 34,00 millió |
| 101. | 15. | The Highlights of 100 Part 2 | Andy Ackerman      | Peter Mehlman                                                                                                 | 1995. február 2.     | 34,00 millió |
| 102. | 16. | The Beard                    | Andy Ackerman      | Carol Leifer                                                                                                  | 1995. február 9.     | 32,90 millió |
| 103. | 17. | The Kiss Hello               | Andy Ackerman      | Larry David és Jerry Seinfeld                                                                                 | 1995. február 16.    | 33,40 millió |
| 104. | 18. | The Doorman                  | Andy Ackerman      | Tom Gammill és Max Pross                                                                                      | 1995. február 23.    | 33,40 millió |
| 105. | 19. | The Jimmy                    | Andy Ackerman      | Gregg Kavet és Andy Robin                                                                                     | 1995. március 16.    | 31,10 millió |
| 106. | 20. | The Doodle                   | Andy Ackerman      | Alec Berg és Jeff Schaffer                                                                                    | 1995. április 6.     | 30,70 millió |
| 107. | 21. | The Fusilli Jerry            | Andy Ackerman      | Történet: Marjorie Gross & Jonathan Gross és Ron Hauge & Charlie Rubin Tévéjáték: Marjorie Gross              | 1995. április 27.    | 28,20 millió |
| 108. | 22. | The Diplomat's Club          | Andy Ackerman      | Tom Gammill & Max Pross                                                                                       | 1995. május 4.       | 28,90 millió |
| 109. | 23. | The Face Painter             | Andy Ackerman      | Történet: Larry David és Fred Stoller Tévéjáték: Larry David                                                  | 1995. május 11.      | 26,50 millió |
| 110. | 24. | The Understudy               | Andy Ackerman      | Marjorie Gross és Carol Leifer                                                                                | 1995. május 18.      | 29,80 millió |

## 7. évad (1995-1996)
| Sor. | Év. | Cím                       | Rendező       | Író                                                             | Premier              | Nézettség    |
| ---- | --- | ------------------------- | ------------- | --------------------------------------------------------------- | -------------------- | ------------ |
| 111. | 1.  | The Engagement            | Andy Ackerman | Larry David                                                     | 1995. szeptember 21. | 37,60 millió |
| 112. | 2.  | The Postponement          | Andy Ackerman | Larry David                                                     | 1995. szeptember 28. | 34,50 millió |
| 113. | 3.  | The Maestro               | Andy Ackerman | Larry David                                                     | 1995. október 5.     | 34,60 millió |
| 114. | 4.  | The Wink                  | Andy Ackerman | Tom Gammill és Max Pross                                        | 1995. október 12.    | 32,30 millió |
| 115. | 5.  | The Hot Tub               | Andy Ackerman | Gregg Kavet és Andy Robin                                       | 1995. október 19.    | 32,60 millió |
| 116. | 6.  | The Soup Nazi             | Andy Ackerman | Spike Feresten                                                  | 1995. november 2.    | 33,10 millió |
| 117. | 7.  | The Secret Code           | Andy Ackerman | Alec Berg és Jeff Schaffer                                      | 1995. november 9.    | 33,90 millió |
| 118. | 8.  | The Pool Guy              | Andy Ackerman | David Mandel                                                    | 1995. november 16.   | 33,40 millió |
| 119. | 9.  | The Sponge                | Andy Ackerman | Peter Mehlman                                                   | 1995. december 7.    | 32,30 millió |
| 120. | 10. | The Gum                   | Andy Ackerman | Tom Gammill és Max Pross                                        | 1995. december 14.   | 31,40 millió |
| 121. | 11. | The Rye                   | Andy Ackerman | Carol Leifer                                                    | 1996. január 4.      | 35,10 millió |
| 122. | 12. | The Caddy                 | Andy Ackerman | Gregg Kavet és Andy Robin                                       | 1996. január 25.     | 32,00 millió |
| 123. | 13. | The Seven                 | Andy Ackerman | Alec Berg és Jeff Schaffer                                      | 1996. február 1.     | 37,10 millió |
| 124. | 14. | The Cadillac Part 1       | Andy Ackerman | Larry David és Jerry Seinfeld                                   | 1996. február 8.     | 35,90 millió |
| 125. | 15. | The Cadillac Part 2       | Andy Ackerman | Larry David és Jerry Seinfeld                                   | 1996. február 8.     | 35,90 millió |
| 126. | 16. | The Shower Head           | Andy Ackerman | Peter Mehlman és Marjorie Gross                                 | 1996. február 15.    | 32,30 millió |
| 127. | 17. | The Doll                  | Andy Ackerman | Tom Gammill és Max Pross                                        | 1996. február 22.    | 32,90 millió |
| 128. | 18. | The Friars Club           | Andy Ackerman | David Mandel                                                    | 1996. március 7.     | 32,70 millió |
| 129. | 19. | The Wig Master            | Andy Ackerman | Spike Feresten                                                  | 1996. április 4.     | 30,50 millió |
| 130. | 20. | The Calzone               | Andy Ackerman | Alec Berg és Jeff Schaffer                                      | 1996. április 25.    | 28,50 millió |
| 131. | 21. | The Bottle Deposit Part 1 | Andy Ackerman | Gregg Kavet és Andy Robin                                       | 1996. május 2.       | 32,40 millió |
| 132. | 22. | The Bottle Deposit Part 2 | Andy Ackerman | Gregg Kavet és Andy Robin                                       | 1996. május 2.       | 32,40 millió |
| 133. | 23. | The Wait Out              | Andy Ackerman | Történet: Peter Mehlman és Matt Selman Tévéjáték: Peter Mehlman | 1996. május 9.       | 29,90 millió |
| 134. | 24. | The Invitations           | Andy Ackerman | Larry David                                                     | 1996. május 16.      | 33,20 millió |

## 8. évad (1996-1997)
| Sor. | Év. | Cím                  | Rendező            | Író                                        | Premier              | Nézettség    |
| ---- | --- | -------------------- | ------------------ | ------------------------------------------ | -------------------- | ------------ |
| 135. | 1.  | The Foundation       | Andy Ackerman      | Alec Berg és Jeff Schaffer                 | 1996. szeptember 19. | 33,72 millió |
| 136. | 2.  | The Soul Mate        | Andy Ackerman      | Peter Mehlman                              | 1996. szeptember 26. | 33,24 millió |
| 137. | 3.  | The Bizarro Jerry    | Andy Ackerman      | David Mandel                               | 1996. október 3.     | 31,62 millió |
| 138. | 4.  | The Little Kicks     | Andy Ackerman      | Spike Feresten                             | 1996. október 10.    | 32,24 millió |
| 139. | 5.  | The Package          | Andy Ackerman      | Jennifer Crittenden                        | 1996. október 17.    | 30,13 millió |
| 140. | 6.  | The Fatigues         | Andy Ackerman      | Gregg Kavet és Andy Robin                  | 1996. október 31.    | 30,33 millió |
| 141. | 7.  | The Checks           | Andy Ackerman      | Steve O'Donnell és Tom Gammill & Max Pross | 1996. november 7.    | 32,01 millió |
| 142. | 8.  | The Chicken Roaster  | Andy Ackerman      | Alec Berg és Jeff Schaffer                 | 1996. november 14.   | 34,09 millió |
| 143. | 9.  | The Abstinence       | Andy Ackerman      | Steve Koren                                | 1996. november 21.   | 34,35 millió |
| 144. | 10. | The Andrea Doria     | Andy Ackerman      | Spike Feresten                             | 1996. december 19.   | 29,65 millió |
| 145. | 11. | The Little Jerry     | Andy Ackerman      | Jennifer Crittenden                        | 1997. január 9.      | 34,48 millió |
| 146. | 12. | The Money            | Andy Ackerman      | Peter Mehlman                              | 1997. január 16.     | 37,34 millió |
| 147. | 13. | The Comeback         | David Owen Trainor | Gregg Kavet és Andy Robin                  | 1997. január 30.     | 33,50 millió |
| 148. | 14. | The Van Buren Boys   | Andy Ackerman      | Darin Henry                                | 1997. február 6.     | 33,82 millió |
| 149. | 15. | The Susie            | Andy Ackerman      | David Mandel                               | 1997. február 13.    | 32,00 millió |
| 150. | 16. | The Pothole          | Andy Ackerman      | Steve O'Donnell és Dan O'Keefe             | 1997. február 20.    | 33,83 millió |
| 151. | 17. | The English Patient  | Andy Ackerman      | Steve Koren                                | 1997. március 13.    | 31,27 millió |
| 152. | 18. | The Nap              | Andy Ackerman      | Gregg Kavet és Andy Robin                  | 1997. április 10.    | 32,22 millió |
| 153. | 19. | The Yada Yada        | Andy Ackerman      | Peter Mehlman és Jill Franklyn             | 1997. április 24.    | 31,64 millió |
| 154. | 20. | The Millennium       | Andy Ackerman      | Jennifer Crittenden                        | 1997. május 1.       | 29,30 millió |
| 155. | 21. | The Muffin Tops      | Andy Ackerman      | Spike Feresten                             | 1997. május 8.       | 31,09 millió |
| 156. | 22. | The Summer of George | Andy Ackerman      | Alec Berg és Jeff Schaffer                 | 1997. május 15.      | 29,80 millió |

## 9. évad (1997-1998)
| Sor. | Év. | Cím                   | Rendező       | Író | Premier              | Nézettség    |
| ---- | --- | --------------------- | ------------- | --- | -------------------- | ------------ |
| 157. | 1.  | The Butter Shave      | Andy Ackerman | Alec Berg & Jeff Schaffer és David Mandel | 1997. szeptember 25. | 37,78 millió |
| 158. | 2.  | The Voice             | Andy Ackerman | Alec Berg & Jeff Schaffer és David Mandel | 1997. október 2.     | 30,93 millió |
| 159. | 3.  | The Serenity Now      | Andy Ackerman | Steve Koren | 1997. október 9.     | 30,15 millió |
| 160. | 4.  | The Blood             | Andy Ackerman | Dan O'Keefe | 1997. október 16.    | 31,45 millió |
| 161. | 5.  | The Junk Mail         | Andy Ackerman | Spike Feresten | 1997. október 30.    | 30,24 millió |
| 162. | 6.  | The Merv Griffin Show | Andy Ackerman | Bruce Eric Kaplan | 1997. november 6.    | 31,64 millió |
| 163. | 7.  | The Slicer            | Andy Ackerman | Történet: Gregg Kavet & Andy Robin és Darin Henry Tévéjáték: Gregg Kavet és Andy Robin                                                            | 1997. november 13.   | 32,77 millió |
| 164. | 8.  | The Betrayal          | Andy Ackerman | David Mandel és Peter Mehlman | 1997. november 20.   | 33,99 millió |
| 165. | 9.  | The Apology           | Andy Ackerman | Jennifer Crittenden | 1997. december 11.   | 30,47 millió |
| 166. | 10. | The Strike            | Andy Ackerman | Dan O'Keefe és Alec Berg & Jeff Schaffer | 1997. december 18.   | 30,79 millió |
| 167. | 11. | The Dealership        | Andy Ackerman | Steve Koren | 1998. január 8.      | 32,86 millió |
| 168. | 12. | The Reverse Peephole  | Andy Ackerman | Spike Feresten | 1998. január 15.     | 33,48 millió |
| 169. | 13. | The Cartoon           | Andy Ackerman | Bruce Eric Kaplan | 1998. január 29.     | 33,19 millió |
| 170. | 14. | The Strongbox         | Andy Ackerman | Történet: Dan O'Keefe és Billy Kimball Tévéjáték: Dan O'Keefe                                                                                     | 1998. február 5.     | 31,63 millió |
| 171. | 15. | The Wizard            | Andy Ackerman | Steve Lookner | 1998. február 26.    | 30,51 millió |
| 172. | 16. | The Burning           | Andy Ackerman | Jennifer Crittenden | 1998. március 19.    | 30,92 millió |
| 173. | 17. | The Bookstore         | Andy Ackerman | Történet: Spike Feresten és Darin Henry & Marc Jaffe Tévéjáték: Spike Feresten                                                                    | 1998. április 9.     | 29,60 millió |
| 174. | 18. | The Frogger           | Andy Ackerman | Történet: Gregg Kavet & Andy Robin és Steve Koren & Dan O'Keefe Tévéjáték: Gregg Kavet és Andy Robin                                              | 1998. április 23.    | 30,66 millió |
| 175. | 19. | The Maid              | Andy Ackerman | Történet: Alec Berg & David Mandel & Jeff Schaffer és Kit Boss & Peter Mehlman Tévéjáték: Alec Berg & David Mandel és Jeff Schaffer               | 1998. április 30.    | 33,32 millió |
| 176. | 20. | The Puerto Rican Day  | Andy Ackerman | Alec Berg, Jennifer Crittenden, Spike Feresten, Bruce Eric Kaplan, Gregg Kavet, Steve Koren, David Mandel, Dan O'Keefe, Andy Robin, Jeff Schaffer | 1998. május 7.       | 38,78 millió |
| 177. | 21. | The Chronicle         | Andy Ackerman | Darin Henry | 1998. május 14.      | 58,53 millió |
| 178. | 22. | The Clip Show         | Andy Ackerman | Darin Henry | 1998. május 14.      | 58,53 millió |
| 179. | 23. | The Finale Part 1     | Andy Ackerman | Larry David | 1998. május 14.      | 76,26 millió |
| 180. | 24. | The Finale Part 2     | Andy Ackerman | Larry David | 1998. május 14.      | 76,26 millió |